# عياناء

تعديل مصدري - تعديل

عياناء هي إحدى قرى عزلة أحور بمديرية أحور التابعة لمحافظة أبين، بلغ تعداد سكانها 92 نسمة حسب تعداد اليمن لعام 2004.